# Prionolaema aetherea
Prionolaema aetherea är en spindelart som beskrevs av Simon 1894. Prionolaema aetherea ingår i släktet Prionolaema och familjen käkspindlar.
Artens utbredningsområde är Venezuela. Inga underarter finns listade i Catalogue of Life.